# 褓姆日記
是一部2007年上映的美國喜劇電影，由莎麗·斯普林格·伯曼和羅伯特·普希尼共同執導以及編劇，理查·N·葛萊斯頓監製，本片改編自愛瑪·麥勞夫林和尼古拉·克勞絲2002年的小說《The Nanny Diaries》。由施嘉莉·祖安遜、基斯·伊雲斯、蘿拉·琳妮等主演。電影講述社會新鮮人安妮擔任X夫妻的獨子加亞的褓姆，同時見證這個家庭不為人知的一面。
電影於2007年8月24日在北美洲地區首映，後續推廣至全球，電影所獲評價褒貶不一，評論家對施嘉莉·祖安遜的表現看法不一，批評則針對電影對涉及的議題刻畫淺薄。

## 情節
安妮是名剛從蒙特克萊爾州立大學畢業的社會新鮮人，主修金融、副修人類學，她擔任護士的母親茱迪希望到大公司上班，但她真正有興趣的是人類學。有一次，安妮去面試的時候，被問到「安妮，你是一個怎樣的人？」，但她答不了。面試失敗後，安妮到中央公園思考自己的未來。待在公園期間，安妮因救了一個快要被電動車撞倒的小男孩加亞而認識他的母親X太太。X太太剛好在找褓姆，而安妮也對這職業有興趣，以為當褓姆會很輕鬆，於是，安妮向母親茱迪誆稱自己在銀行找了一份工作，正式同意X太太擔任加亞的褓姆，寄住在加亞的家庭。
原先對褓姆工作滿心期望的安妮，在正式報到後，逐漸體認到這個家庭讓人窒息的層面：X太太的丈夫X先生忙於事業經常不回家，X太太則將多數的心力投注在購物、打扮、社交，這對夫妻倆盡管生活富裕，卻幾乎沒有時間陪伴加亞。安妮除了要照顧加亞的起居飲食的同時，還要遵守X太太的訂下來的瑣碎規條，包括不能談戀愛。不過，當安妮開始工作的時候，她便遇到住在樓上的「哈佛型男」，並與他慢慢墮入愛河。她還與「哈佛型男」和朋友林尼達交流各自的生活經驗。「哈佛型男」甚至透露了自己四歲時喪母、在生活中缺席的父親為他安排許多褓姆照顧生活，直至可以送去寄宿學校的年齡。為了不讓母親掛心，安妮持續向母親隱瞞她的真實工作，甚至定期給她偽造的工作報備，然而當茱迪決定親自探視安妮的時候，情況變得更加複雜，這使得安妮被迫假裝林尼達和她的室友卡爾文是一對夫婦，他們的公寓是安妮的公寓。當加亞病重時，茱迪最終發現了真相，安妮拚命地向她求助。
經過艱難的適應期，安妮最終與加亞建立了親密的羈絆，她用他喜歡的代號“格羅弗”來稱呼他，發現加亞其實是個被父母長期忽視、可愛而有愛心的孩子，從而理解加亞時常出現無法控制的行為的緣由。與此同時，安妮也開始注意到加亞並不是這個家庭裡，唯一一個被忽視的人：X太太也是如此，X先生經常對她表露出殘酷的態度，並犯下微妙的通姦行為。X太太多次嘗試讓丈夫將愛意投注在她的身上，包括向他撒謊說懷了他們的第二個孩子。安妮很快意識到，X太太對她的殘酷對待，是由於X太太對她不正常的婚姻越來越感到失望。
接下來的情況惡化程度，遠超過安妮的預想之外，在與X一起前往楠塔基特地區的家庭旅行中，她無意中聽到X太太在一次聚會上告訴一個朋友，她在他們在城裡的家中安裝了監視安妮的“保姆攝像頭”，還計劃在觀看安妮親切地照顧加亞的鏡頭後解僱安妮（X太太嚴重誇大了她從“保姆攝像頭”中發現的發現）。第二天早上，X先生趁著安妮在廚房忙碌的時候對她性騷擾，不巧被X太太看見這個場面。X太太無理地解僱了安妮，並將她遣送回了城市，安妮收到最後一筆的薪水只有40美元的款項。這些連鎖的負面事件徹底觸及安妮的底線，讓憤怒不已的安妮決定不再容忍X夫妻的無理作為，於是她趁機潛入X的房子找出暗藏的「保姆攝像頭」，借用攝像頭記錄了她對X的感受。由於安妮顧及錄像帶會顯示安妮直接從罐子里喂加亞花生醬和果凍的片段，可作為自己任職期間的行為佐證，她要求協調員將影像播放給所有在場人員觀看。當在場的所有其他父母都聽到安妮揭示了X之間的真實關係後，X太太也在這個過程中接受了自己不堪的現實和虛假的幸福。
經過此事，安妮終於和母親和解，繼續與「哈佛型男」約會，「哈佛型男」的真名被透露為海頓。脫離褓姆工作的安妮暫時借住在林尼達和她的室友卡爾文的住處，同時繼續研讀她日益產生熱情的人類學，其中大部分經驗理論是她在擔任X家的保姆期間學到的。安妮展開新生活的幾個月後，她從海登手裡取得一封來自X太太的親筆信，信中寫著關於X太太如何下定決心離開X先生、結束不健康婚姻關係的消息、對先前虧待安妮的歉意，X太太離婚後獨自撫養加亞，並積極嘗試與加亞建立親密的聯繫關係（並成功做到了），她交代了加亞整體的進步狀況，感謝安妮喚醒了她並改變了她的生活。同樣在信中，X太太首次用安妮的真名（而不是保姆）稱呼她，最終信尾的簽名顯示X太太的本名為亞歷山德拉。

## 演員
- 施嘉莉·祖安遜 飾 安妮（Annie "Nanny" Braddock）
- 基斯·伊雲斯 飾 哈佛型男（海頓）（Hayden "Harvard Hottie"）
- 蘿拉·琳妮 飾 X太太（亞歷山德拉）（Mrs. Alexandra X）
- 保羅·吉馬蒂 飾 X先生（史丹）（Mr. Stan X）
- 尼可拉斯·阿特（英语：Nicholas Art） 飾 加亞（Grayer Addison X）
- 多納·墨非（英语：Donna Murphy） 飾 茱迪（Judy Braddock）
- 艾莉西亞·凱斯 飾 林尼達（Lynette）
- 尼娜·甘比拉斯（英语：Nina Garbiras） 飾 芝加哥小姐（Miss Chicago）
- Brande Roderick（英语：Brande Roderick） 飾 Tanya
- Heather Simms（英语：Heather Simms） 飾 Murnel
- 茱莉·懷特（英语：Julie White） 飾 Jane Gould
- Judith Roberts 飾 Milicent

## 外部連結
- 互联网电影数据库（IMDb）上《The Nanny Diaries》的资料（英文）
- AllMovie上《The Nanny Diaries》的资料（英文）
- TCM电影资料库上《褓姆日記》的资料（英文）
- 美国电影学会目录上的《The Nanny Diaries》（英文）
- Box Office Mojo上《The Nanny Diaries》的資料（英文）
- 爛番茄上《The Nanny Diaries》的資料（英文）
- Metacritic上《The Nanny Diaries》的資料（英文）